# エンジェルズ・キッス
エンジェルズ・キッス (Angel's Kiss) は、リキュールベースのカクテル。意味は「天使の口付け」。日本国内で主に呼ばれている名称で、欧米ではこのカクテルのことをエンジェルズ・ティップと呼ぶことが多い。欧米においてエンジェルズ・キッスとは、比重の違うスピリッツやリキュールを積層させて作るプースカフェスタイルのことを指すことが多い。なお日本でエンジェルズ・ティップと呼ぶと、日本におけるエンジェルズ・キッス（＝欧米におけるエンジェルズ・ティップ）から飾りのマラスキーノ・チェリーを取り去ったカクテルを指す。

## 材料
- クレーム・ド・カカオ - 45ml
- 生クリーム - 15ml
- マラスキーノ・チェリー - 1個

### 作り方
1. クレーム・ド・カカオをリキュールグラスに入れる。
2. 生クリームを上に浮かべる（フロートする）。
3. マラスキーノ・チェリーをカクテルピンに通し、グラスの口にさし渡す。

### 備考
- エンジェルズ・キス、エンジェルス・キッス、エンジェルス・キス、エンジェル・キッス、エンジェル・キスと表記されることもある。